# Cunewalde

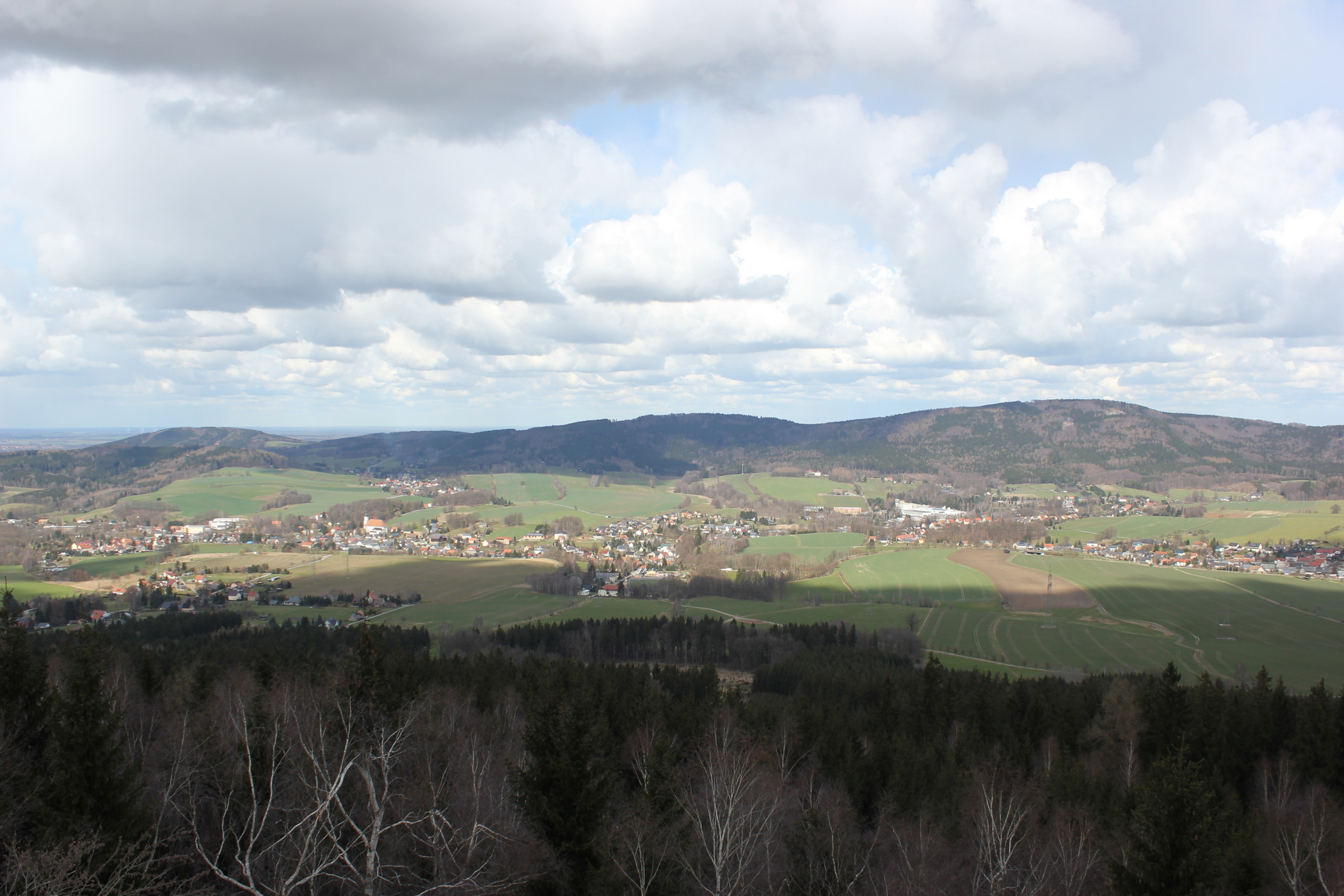
Blick über Cunewalde und die Czorneboh-Kette vom Bieleboh aus

Cunewalde (obersorbisch Kumwałd, oberlausitzisch Cunewaale) ist ein staatlich anerkannter Erholungsort und eine Gemeinde im Landkreis Bautzen. Es liegt mitten im Lausitzer Bergland zwischen Bautzen und Löbau.

## Geografie
Der Ort Cunewalde liegt im Tal des Cunewalder Wassers zwischen den Bergketten des Czorneboh (556,8 m ü. NHN) mit Hromadnik (511,1 m ü. NHN) im Norden und des Bieleboh (497,3 m ü. NHN) im Süden. 

### Gemeindegliederung
Die Gemeinde Cunewalde gliedert sich in die Ortsteile
- Cunewalde
- Halbau
- Schönberg (obersorbisch Šumbark)
- Weigsdorf-Köblitz (obersorbisch Wuhančicy-Koblica)

Inoffizielle Ortsteile sind u. a. Albert-Schweitzer-Siedlung, Bärhäuser, Frühlingsberg, Klipphausen, Neudorf und Zieglertal.

## Geschichte
Die Gründung und der Ausbau Cunewaldes erfolgte im Rahmen der feudalen deutschen Ostexpansion bzw. -kolonisation im 13. Jahrhundert, als fränkische und thüringische Siedler über die Mark Meißen kommend im Lausitzer Bergland eine neue Heimat suchten. Die Kolonisten kamen in langen Trecks mit all ihren Habseligkeiten. Sie fanden fruchtbare Weiden, kristallklares Wasser und Wälder mit reichem Holzbestand zum Bau ihrer ersten Häuser. Am langgezogenen Dorfbach ließen sie sich nieder, in Richtung der Berge nach Nord und Süd legten sie beiderseits des „Cunewalder Wassers“ ihre Äcker an. Jeder Siedler erhielt einen solchen schmalen Landstreifen (Hufe), der bis zu 2,5 km lang sein konnte. Er reichte vom Gehöft meist bis zum Kamm der Granitberge, Cunewalde wurde so ein typisches Waldhufendorf.
Als Lokator der neuen Ansiedlung wird ein gewisser Henricus de Cunewalde angesehen, dessen Bruder namens Hartwicus de Sprewemberch zum Lokator des Waldhufendorfes Spremberg, heute Neusalza-Spremberg, an der oberen Spree wurde. Die Gebrüder müssen einflussreiche böhmische Lehensleute gewesen sein, da König Wenzel I. Premysl (1230–1253) sie als Bürgen zur Beurkundung der Übereignung des Dorfes und Wallfahrtsortes Jauernick bei Ostritz an das Kloster St. Marienthal am 15. Juni 1242 nach Prag berief (Vgl. P. Döhler 1902, S. 16).
Von direkten kriegerischen Auseinandersetzungen war Cunewalde kaum betroffen. Doch am Rande von Kriegen und Schlachten litt die Einwohnerschaft ebenso. 1631 bis 1633 raffte die Pest die Hälfte der damaligen Bevölkerung dahin. Der Siebenjährige Krieg fand 1758 mit der Schlacht bei Hochkirch seinen blutigen Höhepunkt. Der österreichische General Daun nutzte die Cunewalder Talwanne als verdecktes Aufmarschgebiet und überraschte die Preußen mit einem plötzlichen Angriff.
Fast ein halbes Jahrtausend war der Ort ein reines Bauerndorf. Landwirtschaft und Waldrodung sicherten die Existenz der im Wachsen begriffenen Zahl der Einwohner. Vor allem nach dem Dreißigjährigen Krieg entwickelte sich das Handwerk. Durch böhmische Exulanten unterstützt, fasste die Leinweberei in Cunewalde Fuß. Die „Cunewalder Leimd“ (Leinwand) besaß beachtliche Qualität und besten Ruf weit und breit. In vielen Häusern saßen alt und jung von früh bis spät am Handwebstuhl – der Lohn für ihre Arbeit war karg.
Noch bis ins späte 17. Jahrhundert wurde in der Cunewalder Kirche auch Sorbisch gepredigt, weil ein großer Teil der Einwohnerschaft Sorbisch sprach. Für 1680 – nach der Abschaffung des sorbischen Gottesdienstes in Cunewalde – ist belegt, dass sorbische Einwohner aus Cunewalde die sorbische Beichte in Hochkirch und Kittlitz in Anspruch nahmen. Im 18. Jahrhundert verstärkte sich das deutschsprachige Element durch den Zuzug von Exulanten und der Gebrauch der sorbischen Sprache nahm langsam ab. Der letzte sorbische Bauernhof ging jedoch erst 1898 in den Besitz einer deutschen Familie über.
Gegen Ende des 18. Jahrhunderts konnten Land- und Forstwirtschaft die Lebensbedürfnisse der Cunewalder nicht mehr sichern. So wurde in immer größerem Umfang Hausweberei betrieben, daraus entstanden bald auch Manufakturen und – nach der Einführung mechanischer Webstühle – Fabriken, von denen es allein in Cunewalde fünf gab. Cunewalder Unternehmer waren unter den ersten in der Oberlausitz, die größere Websäle errichteten und modernere Technik anschafften. Die Weberei wurde dabei mehr und mehr zu einer Frauenarbeit, während die Männer im aufstrebenden Baugewerbe tätig wurden, unter anderem im Eisenbahn- und Straßenbau.

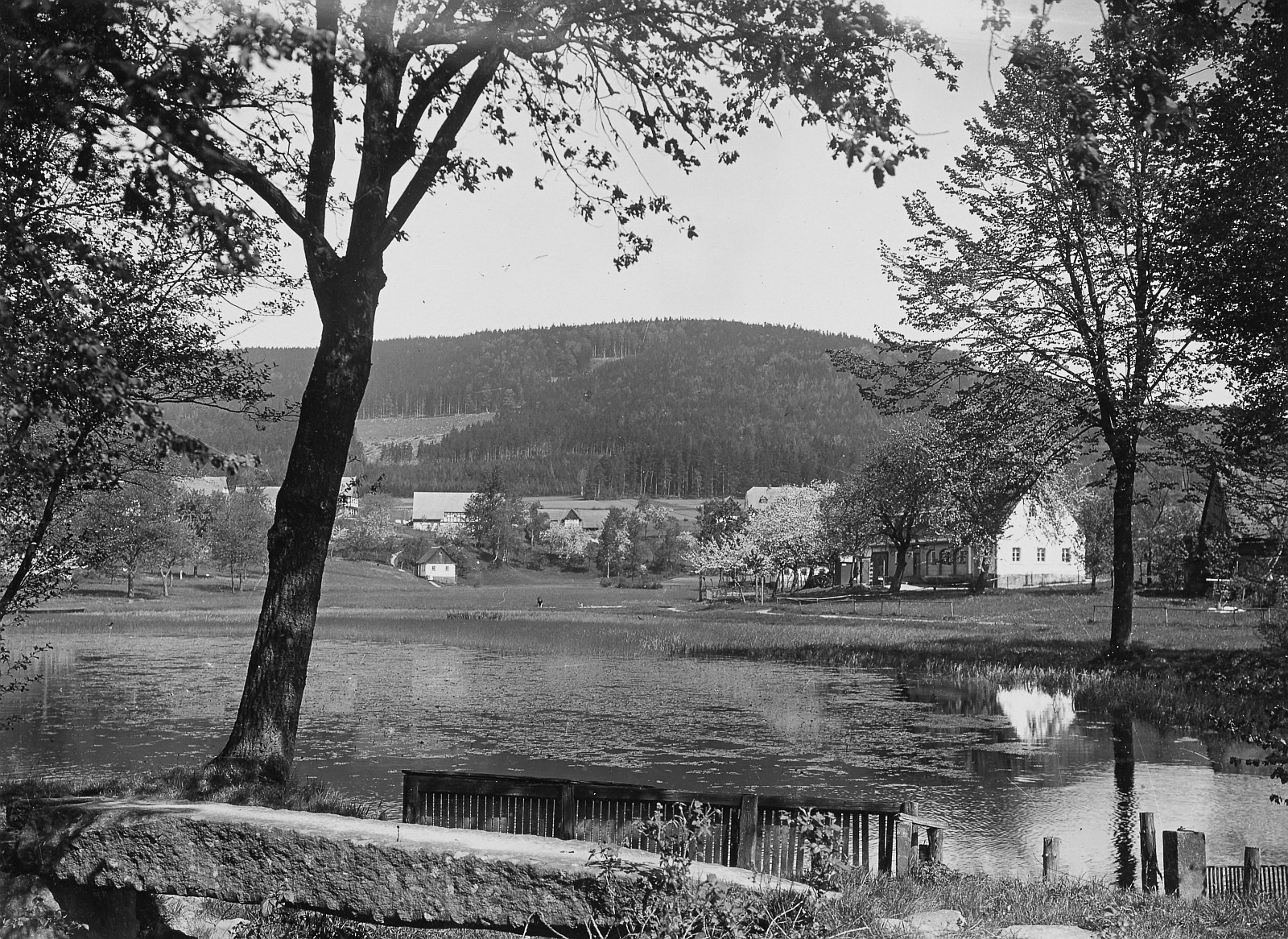
Ortsansicht mit Czorneboh um 1920

Unter dem Eindruck dieser raschen Entwicklung musste der Ausbau der Verkehrsverbindungen Schritt halten. Ein besonderer Meilenstein war 1890 der Bau der Bahnstrecke Großpostwitz–Obercunewalde. Die Fortsetzung der Strecke nach Löbau wurde 1928 hergestellt. Die gesamte Strecke wurde 1998 stillgelegt und ist heute ein Rad- und Wanderweg.
Bis 1876 bestanden im Cunewalder Tal vier Gemeinden. Niedercunewalde, Mittelcunewalde und der Domstiftliche Anteil wurden 1876 zu einer Gemeinde Cunewalde vereinigt. Obercunewalde wurde am 1. April 1939 nach Cunewalde eingemeindet. 1976 erfolgte die Eingemeindung von Schönberg. Die Gemeinde Weigsdorf-Köblitz wurde am 1. Januar 1999 eingegliedert.
Die Hochwasser-Katastrophe vom 7. und 8. August 2010 hat Cunewalde voll getroffen. Es wurden mindestens 431 Haushalte beschädigt, 4 Brücken unbrauchbar gemacht oder abgebrochen, mehrere Straßen und Einrichtungen stark beschädigt. Das Land Sachsen hat 5 Mio. Euro für die Beseitigung der Hochwasserschäden zur Verfügung gestellt.

### Einwohnerentwicklung
Beim Zensus vom 9. Mai 2011 lebten in den 1386 Wohngebäuden der Gemeinde 5017 Personen. Der Ortsteil Cunewalde bestand aus 977 Wohngebäuden und hatte 3096 Einwohner; die übrigen lebten in Weigsdorf-Köblitz (1617), Schönberg (214) und Halbau (90). Das Durchschnittsalter lag bei 49,2 Jahren.

## Politik

### Bürgermeister
Bürgermeister von Cunewalde ist Thomas Martolock (CDU). Er konnte sich am 27. September 2020 mit 82,9 Prozent der abgegebenen Stimmen gegen den Kandidaten der AfD (Jürgen Holger Schulz; 17,1 Prozent) durchsetzen und kann das Amt weiter ausführen.
| Wahl | Bürgermeister    | Vorschlag | Wahlergebnis (in %) |
| ---- | ---------------- | --------- | ------------------- |
| 2020 | Thomas Martolock | CDU       | 82,9                |
| 2013 | Thomas Martolock | CDU       | 98,5                |
| 2006 | Thomas Martolock | CDU       | 98,8                |
| 1994 | Günter Weickert  | Weickert  | 96,3                |

- FWVC: 4
- CDU: 7
- AfD: 5

### Gemeinderat
Seit der Gemeinderatswahl am 9. Juni 2024 verteilen sich die 18 Sitze des Gemeinderates folgendermaßen auf die einzelnen Gruppierungen:
- CDU: 7 Sitze
- AfD: 5 Sitze
- Freie Wählervereinigung Cunewalde (FWV-C): 4 Sitze

| Liste                             | 2024   | 2024   | 2019   | 2019   | 2014   | 2014   |
| Liste                             | Sitze  | in %   | Sitze  | in %   | Sitze  | in %   |
| --------------------------------- | ------ | ------ | ------ | ------ | ------ | ------ |
| CDU                               | 7      | 44,4   | 8      | 40,7   | 11     | 55,8   |
| AfD                               | 5      | 31,5   | 5      | 25,4   | –      | –      |
| Freie Wählervereinigung Cunewalde | 4      | 24,1   | 4      | 21,9   | –      | –      |
| Linke                             | –      | –      | 1      | 7,5    | 2      | 12,5   |
| SPD                               | –      | –      | –      | 4,5    | –      | 4,5    |
| Freie Wählervereinigung Sport     | –      | –      | –      | –      | 4      | 22,6   |
| NPD                               | –      | –      | –      | –      | 1      | 4,7    |
| Wahlbeteiligung                   | 75,0 % | 75,0 % | 70,5 % | 70,5 % | 58,9 % | 58,9 % |

### Partnerschaften
- Stadt Donges bei Saint-Nazaire, Frankreich
- Gemeinde Schefflenz im Neckar-Odenwald-Kreis

## Kultur und Sehenswürdigkeiten

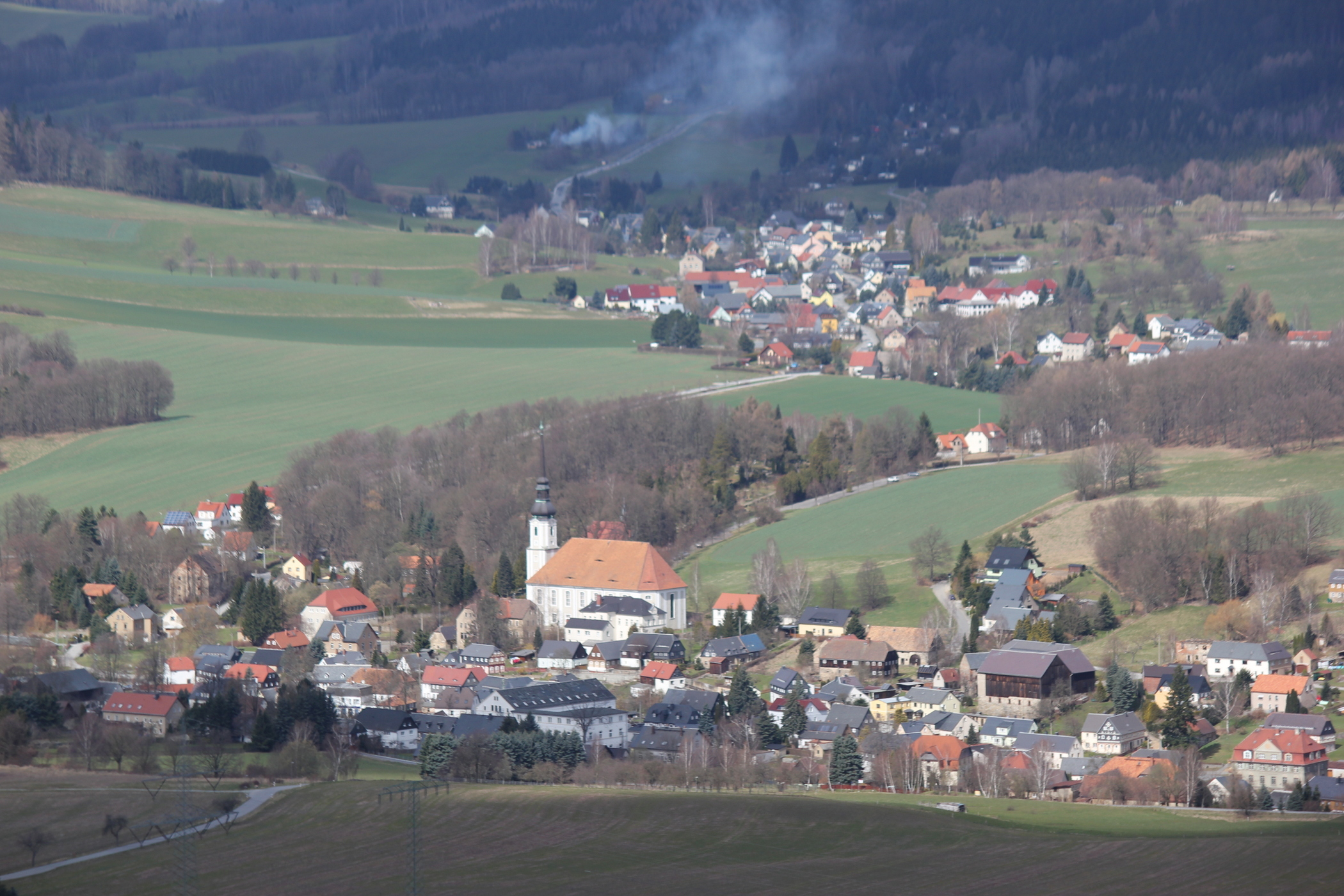
Das Dorfzentrum mit der Kirche

- In Cunewalde befindet sich Deutschlands größte evangelische Dorfkirche mit 2.632 Sitzplätzen und drei Emporen; sie wurde 1781–1793 erbaut. 1817 wurden drei große Kronleuchter aus böhmischem Kristall beschafft. Zur Christnacht 1817 wurden sie zum ersten Mal entzündet. 1840 wurde die große 3-manualige Orgel mit ihren 35 Registern fertiggestellt, erbaut von Christian Friedrich Reiss. 1893 wurde der bisher 30 Meter hohe Turm um 31 Meter aufgestockt. Die klassizistische Ausgestaltung stammt von dem Dresdner Architekten Christian Friedrich Arnold.[14]
- Auf dem Czorneboh steht der älteste steinerne Aussichtsturm der Oberlausitz, der 1851 erbaut wurde.
- Polenzpark (Schlosspark Cunewalde): 1877 brannte der Gutshof Obercunewalde nieder. An der Stelle des abgebrannten Hofes ließ Julius Curt von Polenz 1880 nach Plänen des königlichen Obergartendirektors des Großen Gartens in Dresden, Hofrat Johann Carl Friedrich Bouché, den Park im Stil eines englischen Gartens mit kleinen Teichen, geschwungenen Wegen, Wäldchen und Lichtungen anlegen. Im Polenzpark steht auch der Gedenkstein für den Schriftsteller Wilhelm von Polenz (1861–1903) – ein großer Granitblock mit einem Kupferrelief.

Der Schlosspark ist in das Projekt „Gartenkulturpfad beiderseits der Neiße“ einbezogen. Dies verbessert die Möglichkeiten der Pflege (Parkseminare) und die Aussichten auf Förderung sowie die touristische Erschließung.
- In unmittelbarer Nähe zum Gemeindezentrum wurde ein Umgebindehaus-Park geschaffen. Im Maßstab 1:5 kann man dort zum Teil abgerissene, aber auch noch vorhandene Nachbildungen von nicht alltäglichen Umgebindehäusern sehen.
- Cunewalde gehört zu Dörfern, in denen sich überdurchschnittlich viele Umgebindehäuser authentisch erhalten haben – der aktuelle Erhaltungsstand reicht dabei von vorbildlich saniert bis zu akut bedroht. Des Weiteren existiert eine sehr große Zahl an Häusern, die vorwiegend zu DDR-Zeiten durch nicht denkmalgerechte Sanierungen der Eigentümer (insbesondere Entfernung des Umgebindes und der Blockstube im Erdgeschoss) nur noch schwer als ehemalige Umgebindehäuser erkannt werden können. Auch nach der Wende gingen einige Gebäude durch Abriss infolge Leerstand und Hochwasserschäden verloren. Seit 1955 hat sich dadurch der Bestand an Umgebindehäusern in Cunewalde von über 300 auf heute circa 170 nahezu halbiert. Insbesondere in der Nähe der Dorfkirche ist das Dorfbild aber noch sehr intakt.
- Das Kraftfahrzeug- und Technik-Museum Cunewalde stellt alte Autos und Motorräder aus.

### Gedenkstätten
- Grabstätte auf dem Ortsfriedhof für einen ukrainischen Sowjetbürger, der während des Zweiten Weltkrieges nach Deutschland verschleppt und ein Opfer von Zwangsarbeit wurde. Wegen der Beziehung zu einem deutschen Mädchen wurde er 1942 vor 300 Zwangsarbeitern öffentlich erhängt und zunächst außerhalb des Friedhofs begraben
- Gedenkstein am Waldrand der Schönberger Flurgrenze zur Erinnerung an einen sowjetischen Kriegsgefangenen, der im Mai 1945 von Wehrmachtsangehörigen ermordet wurde. Der Tote wurde später auf dem Kottmarsdorfer Friedhof beigesetzt.

### Sport
1950 gründete sich die Sportgemeinschaft Motor Cunewalde e. V. Hier werden derzeit unter anderem die Sportarten Fußball, Kegeln, Tischtennis, Gymnastik und Line Dance betrieben. Im 1. Dart Club Cunewalde e. V., dem Motorsportclub Oberlausitzer Bergland e. V. dem Handballverein Oberlausitz Cunewalde e. V., dem Hundesportverein Schwarzer Winkel e. V., dem Schützenverein Cunewalder Tal e. V. und im Tennisverein Cunewalder Tal e. V. werden weitere Sportarten betrieben.
Im Ortsteil Weigsdorf-Köblitz befindet sich mit der Rennstrecke „Matschenberg Offroad Arena“ eine Motorsport-Anlage, auf der Läufe zur Europäischen (FIA-Prädikat) und Deutschen Autocross- sowie Deutschen Rallycross-Meisterschaft des DMSB ausgetragen werden.

### Naturschutz
- Siehe auch: Liste der Naturdenkmale in Cunewalde

## Bildung
Die Gemeinde Cunewalde verfügt über eine Grundschule (in Weigsdorf-Köblitz) und die Wilhelm-von-Polenz-Oberschule.

## Persönlichkeiten

### Ehrenbürger
- 2015: Günter Weickert (1941–2018), 1981 bis 1999 Bürgermeister von Cunewalde[20]
- 2022: Matthias Hempel, Redakteur und Fotograf des Cunewalder Amtsblatts Czorneboh-Bieleboh-Zeitung
- 2022: Hans-Jürgen Dittmann (CDU), Stellvertretender Bürgermeister seit 1994[21]

### Personen, die mit Cunewalde in Verbindung stehen
- Carl Friedrich Wilhelm August von Ziegler und Klipphausen (um 1770–1841), Rittergutsbesitzer, Landtagsabgeordneter
- Wilhelm von Polenz (1861–1903), Schriftsteller
- Richard Rösch (1874–1936), Kommunalpolitiker
- Johann Georg Schubert (1684–1730), evangelisch-lutherischer Pfarrer und Kirchenlieddichter, geboren in Weigsdorf
- Ernst August Schwerdtner (1845–1923), Direktor des königlich sächsischen Lehrerseminars in Annaberg
- Peter von Polenz (1928–2011), Germanist, in Cunewalde aufgewachsen, sein Vater, der Jurist Erich von Polenz-Cunewalde (1895–1991),[22] war der letzte Gutsbesitzer[23]
- Günter Mieth (1931–2013), Germanist und Literaturhistoriker, der an der Universität Leipzig lehrte